# Мирзашев Рисбек
Рисбек Мирзашев (26 лютого 1932, аул Ондіріс, тепер Астраханського району Акмолинської області, Республіка Казахстан — покінчив життя самогубством 18 квітня 1987, місто Чимкент, тепер Шимкент, Республіка Казахстан) — радянський державний діяч, 1-й секретар Чимкентського обласного комітету КП Казахстану, голова Павлодарського облвиконкому. Кандидат у члени ЦК КПРС у 1986—1987 роках. Депутат Верховної Ради Казахської РСР 9—11-го скликань. Депутат Верховної Ради СРСР 11-го скликання. Герой Соціалістичної Праці (13.12.1972). 

## Життєпис
Народився в селянській родині.
У 1957 році закінчив Казахський сільськогосподарський інститут, інженер-електрик.
У 1957—1959 роках — інженер-електрик Атбасарського ремонтно-механічного заводу Акмолинської області Казахської РСР.
У 1959—1963 роках — 1-й секретар Атбасарського районного комітету ЛКСМ Казахстану Целіноградської області; відповідальний організатор ЦК ЛКСМ Казахстану; 2-й секретар Целіноградського обласного комітету ЛКСМ Казахстану.
Член КПРС з 1960 року.
У 1963—1964 роках — заступник секретаря партійного комітету Єсільського районного виробничого колгоспно-радгоспного управління Целіноградської області.
У 1964—1966 роках — слухач Вищої партійної школи при ЦК КПРС.
У 1966—1967 роках — інструктор Целіноградського обласного комітету КП Казахстану.
У 1967—1968 роках — 2-й секретар Єрментауського районного комітету КП Казахстану Целіноградської області.
У 1968—1970 роках — голова виконавчого комітету Єрментауської районної ради депутатів трудящих Целіноградської області.
У 1970—1977 роках — 1-й секретар Єсільського районного комітету КП Казахстану Тургайської області.
Указом Президії Верховної Ради СРСР від 13 грудня 1972 року за великі успіхи, досягнуті в збільшенні виробництва і продажу державі зерна, цукрових буряків, бавовни, інших продуктів землеробства, та виявлену трудову доблесть при збиранні врожаю Мирзашеву Рисбеку присвоєно звання Героя Соціалістичної Праці з врученням ордена Леніна і золотої медалі «Серп і Молот».
У 1977—1982 роках — 2-й секретар Східно-Казахстанського обласного комітету КП Казахстану.
У 1982—1985 роках — голова виконавчого комітету Павлодарської обласної ради депутатів трудящих.
У липні 1985 — 18 квітня 1987 року — 1-й секретар Чимкентського обласного комітету КП Казахстану.
Покінчив життя самогубством (повісився) 18 квітня 1987 року. Похований в Чимкенті (Шимкенті).

## Нагороди і звання
- Герой Соціалістичної Праці (13.12.1972)
- орден Леніна (13.12.1972)
- два ордени Трудового Червоного Прапора (8.04.1971; 24.12.1976)
- орден Дружби народів (3.03.1980)
- медалі
- Почесний громадянин міста Чимкента